# Merremia

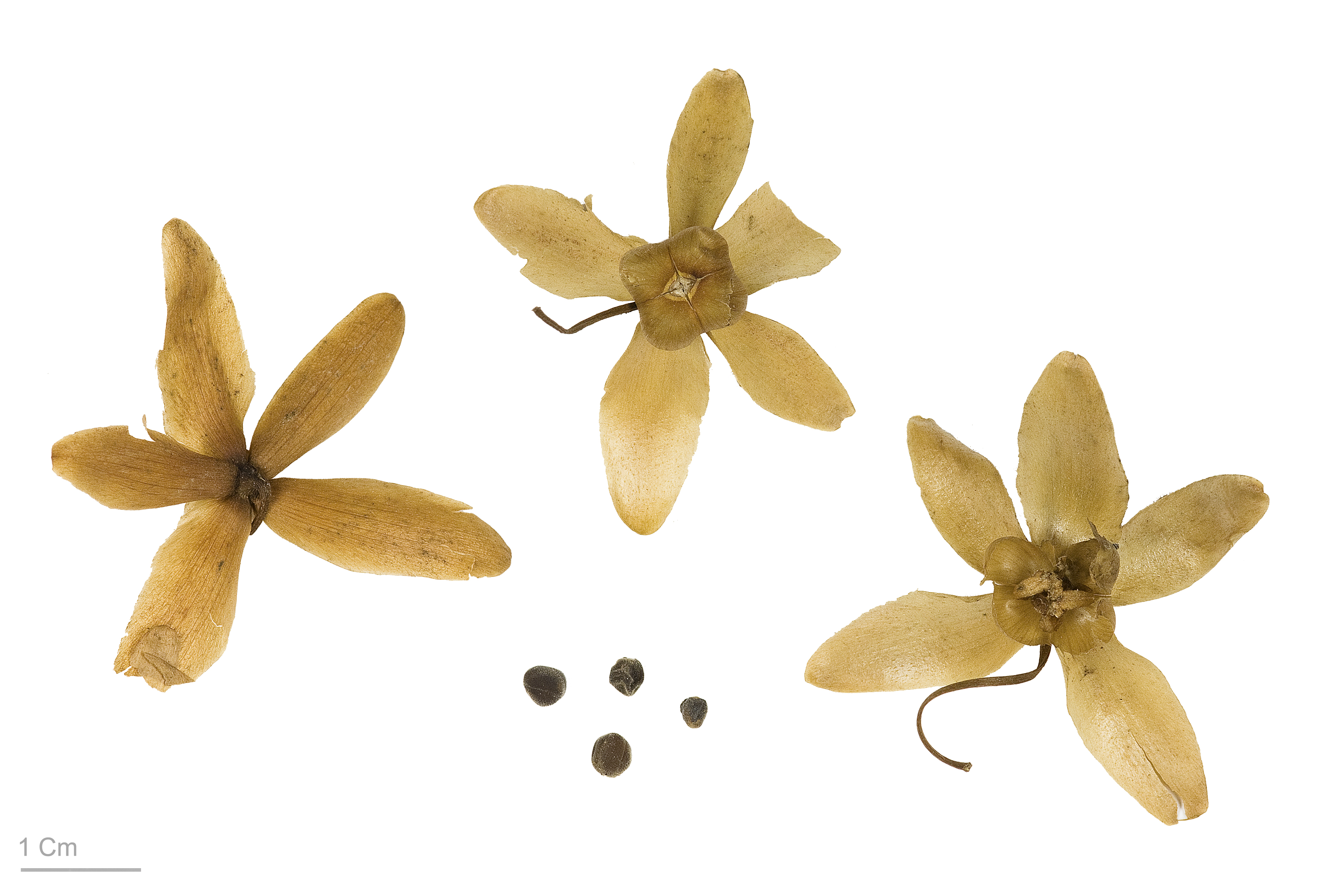
Merremia aegyptia - MHNT

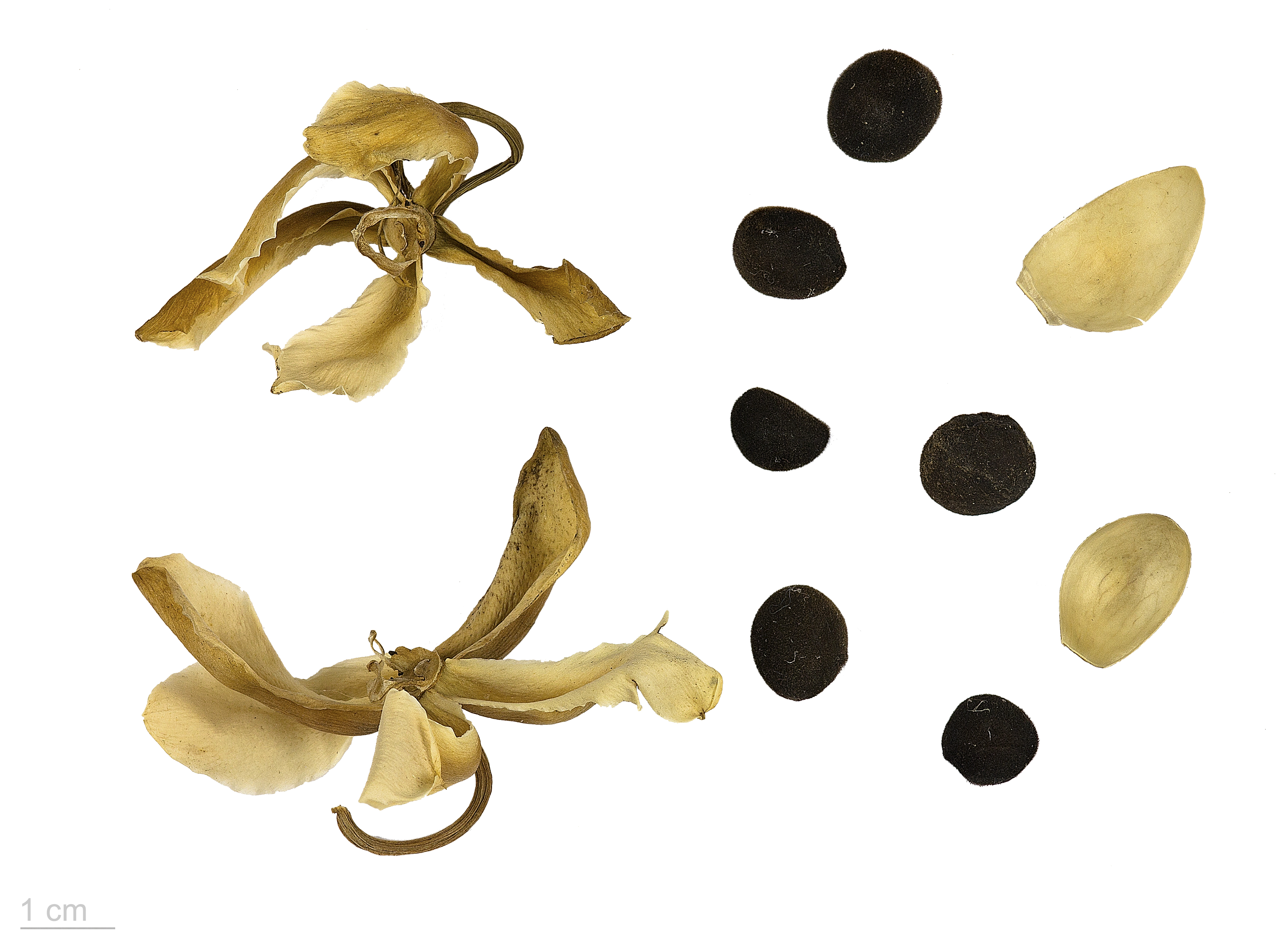
Merremia aurea - MHNT

Merremia es un género  de plantas con flores de la familia de las convolvuláceas. Comprende 293 especies descritas y de estas, solo 62 aceptadas.

## Descripción
Son plantas trepadoras o lianas, raramente hierbas; los tallos generalmente herbáceos, algunos leñosos, glabros o pubescentes. Hojas enteras, lobadas o palmaticompuestas, 3–7-folioladas, glabras o pubescentes. Flores solitarias o inflorescencias dicasiales a subumbeladas, axilares; sépalos subiguales, oblongos a elípticos, glabros o pubescentes; corola campanulada a infundibuliforme, blanca, amarilla o purpúrea; filamentos iguales o subiguales, anteras helicoidales con dehiscencia completa, polen 3–9-colpado, raramente agrecolpado (M. umbellata); ovario generalmente glabro, 2–3-carpelar, 4–6-ovulado, estilo filiforme, estigma globoso. Frutos capsulares, 2–4-loculares, dehiscencia longitudinal mediante 4–6 valvas o irregular, pericarpio delgado y frágil; semillas 1–4 (–6), glabras o puberulentas.

## Taxonomía
El género fue descrito por Dennst. ex Endl. y publicado en Genera Plantarum 18: 1403. 1841. La especie tipo es: Merremia hederacea (Burm. f.) Hallier f.
Etimología
Merremia: nombre genérico que fue otorgado en honor del naturalista alemán Blasius Merrem (1761 - 1824).

## Especies
- M. aegyptia (L.) Urb.
- M. aturensis (Kunth) Hallier f.
- M. aurea (Kellogg) O'Donell
- M. austinii McDonald
- M. bipinnatipartita Hallier f.
- M. boisiana (Gagnep.) Ooststr.
- M. bracteata P.S.Bacon
- M. caloxantha (Diels) Staples & R.C.Fang
- M. cissoides (Lam.) Hallier f.
- M. collina S.Y.Liu
- M. contorquens (Choisy) Hallier f.
- M. cordata C.Y.Wu & R.C.Fang
- M. decurrens (Hand.-Mazz.) H.S.Kiu
- M. digitata (Spreng.) Hallier f.
- M. discoidesperma (Donn.Sm.) O'Donell
- M. dissecta (Jacq.) Hallier f.
- M. eberhardtii (Gagnep.) T.N.Nguyen
- M. emarginata (Burm.f.) Hallier f.
- M. flagellaris (Choisy) O'Donell
- M. gemella (Burm.f.) Hallier f.
- M. grandiflora Ooststr.
- M. guerichii A.Meeuse
- M. hainanensis H.S.Kiu
- M. hassleriana (Chodat) Hassl.
- M. hederacea (Burm.f.) Hallier f.
- M. hirta (L.) Merr.
- M. hungaiensis (Lingelsh. & Borza) R.C.Fang
- M. kentrocaulos Rendle
- M. kingii (Prain) Kerr
- M. longipedunculata (C.Y.Wu) R.C.Fang
- M. macdonaldii S.Valencia & Mart.Gord.
- M. macrocalyx (Ruiz & Pav.) O'Donell
- M. malvifolia Rendle
- M. mammosa (Lour.) Hallier f.
- M. maypurensis Hallier f.
- M. medium (L.) Hallier f.
- M. pacifica Ooststr.
- M. palmeri (S.Watson) Hallier f.
- M. peltata (L.) Merr.
- M. pierrei (Gagnep.) P.H.Hô
- M. pinnata (Hochst. ex Choisy) Hallier f.
- M. platyphylla (Fernald) O'Donell
- M. pterygocaulos (Choisy) Hallier f.
- M. quinata (R.Br.) Ooststr.
- M. quinquefolia (L.) Hallier f.
- M. sibirica (L.) Hallier f.
- M. similis Elmer - bulacán o buracán[4]
- M. subsessilis (Courchet & Gagnep.) T.N.Nguyen
- M. ternifoliola Pittier
- M. tonkinensis (Gagnep.) T.N.Nguyen
- M. tridentata (L.) Hallier f.
- M. tuberosa (L.) Rendle –
- M. umbellata (L.) Hallier f.
- M. verecunda Rendle
- M. verruculosa S.Y.Liu
- M. vitifolia (Burm.f.) Hallier f.
- M. weberbaueri Ooststr.
- M. wurdackii D.F.Austin & Staples
- M. yunnanensis (Courchet & Gagnep.) R.C.Fang